# Moreiria maura
Moreiria maura är en tvåvingeart som beskrevs av Townsend 1932. Moreiria maura ingår i släktet Moreiria och familjen parasitflugor. Inga underarter finns listade i Catalogue of Life.